# Dourbali
Dourbali est une ville tchadienne située dans le Baguirmi, l'un des quatre départements de la région du Chari-Baguirmi.
Sa population était de 17 682 habitants selon le recensement démographique de 2019.
La ville est située à 95 km de la capitale Ndjamena en sa sortie sud-est. 
Économie de la ville : Dourbali est une zone sahelo-soudanienne où se pratique l'élevage du betail (bœufs race arabe, race mbororo, les dromadaires, les moutons) et l'agriculture saisonnière. 
La principaux cultures sont le maïs, le mil rouge(Sorgho), le mil penicilaire, l'arachide, le sésame. 
Une spécificité de la ville c'est aussi sa réputation de centre de production de la gomme arabique, qui a fait pendant longtemps les belles années de l'économie de cette ville très attrayante de par la chaleur leur de ses habitants. 
la ville est habitée par les Arabes, les baguirmis, les peulhs, les bornos, les haoussas, et une immigration des populations du nord, de l'est, de l'ouest et du sud du Tchad qui forment une cosmopolité très envier. 
Dourbali regorge des paysages magnifiques sur ses alentours. 